# Midas 500 Classic 2000
Midas 500 Classic 2000 var ett race som var den sjunde deltävlingen i Indy Racing League 2000. Racet kördes den 15 juli på Atlanta Motor Speedway. Greg Ray tog sin första seger i sitt titelförsvar från 1999 års säsong. Nästan lika stor vinnare var dock tvåan Buddy Lazier, som återtog mästerskapsledningen från Eddie Cheever, och drog ifrån alla sina direkta konkurrenter. Al Unser Jr. slutade trea, medan Robby McGehee fortsatte sin fina form med en fjärdeplats.

## Slutresultat
| Plats | Förare           | Team                     | Grid |
| ----- | ---------------- | ------------------------ | ---- |
| 1     | Greg Ray         | Team Menard              | 1    |
| 2     | Buddy Lazier     | Hemelgarn Racing         | 11   |
| 3     | Al Unser Jr.     | Galles Racing            | 24   |
| 4     | Robby McGehee    | Treadway Racing          | 12   |
| 5     | Donnie Beechler  | Cahill Racing            | 3    |
| 6     | Robbie Buhl      | Dreyer & Reinbold Racing | 8    |
| 7     | Stéphan Grégoire | Dick Simon Racing        | 20   |
| 8     | Billy Boat       | Team Pelfrey             | 19   |
| 9     | Shigeaki Hattori | Treadway Racing          | 18   |
| 10    | Eliseo Salazar   | A.J. Foyt Enterprises    | 2    |
| 11    | Scott Goodyear   | Panther Racing           | 16   |
| 12    | Jimmy Kite       | Blueprint Racing         | 25   |
| 13    | Tyce Carlson     | Hubbard-Immke Racing     | 15   |
| 14    | Sarah Fisher     | Walker Racing            | 5    |
| 15    | Davey Hamilton   | TeamXtreme               | 17   |
| 16    | Scott Sharp      | Kelley Racing            | 13   |
| 17    | J.J. Yeley       | McCormack Motorsports    | 23   |
| 18    | Mark Dismore     | Kelley Racing            | 7    |
| 19    | Jeff Ward        | A.J. Foyt Enterprises    | 4    |
| 20    | Scott Harrington | Mid-America Motorsports  | 21   |
| 21    | Eddie Cheever    | Cheever Racing           | 14   |
| 22    | Stevie Reeves    | Logan Racing             | 22   |
| 23    | Buzz Calkins     | Bradley Motorsports      | 9    |
| 24    | Jeret Schroeder  | Tri-Star Motorsports     | 6    |
| 25    | Airton Daré      | TeamXtreme               | 10   |